# Colette Cusset
Colette Cusset, née le 28 juin 1944, est une chercheuse et botaniste française. Elle se spécialise en particulier sur les Podostemaceae existant sur le continent africain, et en découvre et catalogue un certain nombre.
Ses contributions à la botanique africaine font que des scientifiques nomment en 2016 une espèce de Podostemaceae en son honneur.

## Biographie
Elle naît en 1944. Elle obtient son doctorat à la fin de ses études. En 1969, elle est titularisée au Muséum national d'histoire naturelle comme assistante de recherche. Ensuite, au sein de cet institution, Cusset est la première à numériser les données botaniques provenant des régions concernées par ses recherches, entre 1985 et 1988.
Elle est connue en partie pour avoir décrit deux nouveaux genres de Podostemaceae — Djinga et Zehnderia — et 18 nouvelles espèces, en plus d'en avoir renommé 35,. Ses choix dans la réorganisation et le renommage qu'elle effectue permettent d'ouvrir des nouvelles voies de recherche.

## Postérité
Certains de ses travaux sont décrits comme « fondateurs » par d'autres scientifiques. En 2016, une espèce de Podostemaceae ivoirienne est nommée en son honneur par les botanistes ghanéen et britannique Gabriel Ameka et Martin Cheek : Macropodiella cussetiana.